# Liste der Kulturdenkmale in Kreßberg
In der Liste der Kulturdenkmale in Kreßberg sind Bau- und Kunstdenkmale der Gemeinde Kreßberg verzeichnet, die im Verzeichnis der unbeweglichen Bau- und Kunstdenkmale und der zu prüfenden Objekte des Landesamts für Denkmalpflege Baden-Württemberg verzeichnet sind. Dieses Verzeichnis ist nicht öffentlich und kann nur bei „berechtigtem Interesse“ eingesehen werden. Die folgende Liste ist daher nicht vollständig.

## Kulturdenkmale der Gemeinde Kreßberg

### Leukershausen
Bau-, Kunst- und Kulturdenkmale in Leukershausen:
| Bild | Bezeichnung | Lage                                  | Datierung | Beschreibung             | ID |
| ---- | ----------- | ------------------------------------- | --------- | ------------------------ | -- |
|      | Alte Schule | Leukershausen, Am Schulhof 10 (Karte) |           | Geschützt nach § 2 DSchG |    |

### Marktlustenau
Bau-, Kunst- und Kulturdenkmale in Marktlustenau:
| Bild | Bezeichnung | Lage                               | Datierung | Beschreibung             | ID |
| ---- | ----------- | ---------------------------------- | --------- | ------------------------ | -- |
|      | Alte Schule | Marktlustenau, Bräugasse 6 (Karte) |           | Geschützt nach § 2 DSchG | BW |

### Waldtann
Bau-, Kunst- und Kulturdenkmale in Waldtann:
| Bild | Bezeichnung                                 | Lage                                     | Datierung                                      | Beschreibung                             | ID |
| ---- | ------------------------------------------- | ---------------------------------------- | ---------------------------------------------- | ---------------------------------------- | -- |
|      | Ehem. Gasthaus „Zum Baum“                   | Waldtann, Kirchstraße 5 (Karte)          | 17./18. Jahrhundert                            | Geschützt nach § 2 DSchG                 | BW |
|      | Gehöft Kirchstraße 8                        | Waldtann, Kirchstraße 8 (Karte)          | 19. Jahrhundert                                | Erhaltenswertes Gebäude                  | BW |
|      | Ehem. Schule                                | Waldtann, Kirchstraße 11 (Karte)         | 1782                                           | Geschützt nach § 2 DSchG                 | BW |
|      | Evangelische Pfarrkirche St. Ägidius        | Waldtann, Kirchstraße 13 (Karte)         | 1790                                           | Geschützt nach § 28 DSchG                |    |
|      | Evangelisches Pfarrhaus                     | Waldtann, Kirchstraße 15 (Karte)         | 1841                                           | Geschützt nach § 2 DSchG                 |    |
|      | Einhaus Kirchstraße 36                      | Waldtann, Kirchstraße 36 (Karte)         | Ende 19. Jahrhundert                           | Erhaltenswertes Gebäude                  | BW |
|      | Kirchstraße                                 | Waldtann, Kirchstraße (Karte)            |                                                | Erhaltenswerter historischer Straßenraum | BW |
|      | Ortsrand an der Kirche                      | Waldtann, Ortsrand an der Kirche (Karte) |                                                | Erhaltenswerter historischer Ortsrand    | BW |
|      | Wohnhaus Schwarzenberg 3                    | Waldtann, Schwarzenberg 3 (Karte)        | 19. Jahrhundert                                | Erhaltenswertes Gebäude                  | BW |
|      | Wohnhaus Untere Hirtenstraße 30             | Waldtann, Untere Hirtenstraße 30 (Karte) | 1. Hälfte 18. Jahrhundert                      | Geschützt nach § 2 DSchG                 | BW |
|      | Wohnhaus Untere Hirtenstraße 33             | Waldtann, Untere Hirtenstraße 33 (Karte) | Kern wohl noch 18. bzw. frühes 19. Jahrhundert | Erhaltenswertes Gebäude                  | BW |
|      | Ehem. Wohnstallhaus Untere Hirtenstraße 36  | Waldtann, Untere Hirtenstraße 36 (Karte) | Ende 18. Jahrhundert                           | Geschützt nach § 2 DSchG                 | BW |
|      | Ehem. Wohnstallhaus Untere Hirtenstraße 44  | Waldtann, Untere Hirtenstraße 44 (Karte) | Spätes 18. Jahrhundert                         | Geschützt nach § 2 DSchG                 | BW |
|      | Wohnhaus mit Scheune Untere Hirtenstraße 57 | Waldtann, Untere Hirtenstraße 57 (Karte) | 19. Jahrhundert                                | Erhaltenswertes Gebäude                  | BW |
|      | Untere Hirtenstraße                         | Waldtann, Untere Hirtenstraße (Karte)    |                                                | Erhaltenswerter historischer Straßenraum | BW |
|      | Lagerkeller Untere Hirtenstraße             | Waldtann, Untere Hirtenstraße (Karte)    |                                                | Erhaltenswertes Gebäude                  | BW |